# Palacio de Bucoleón

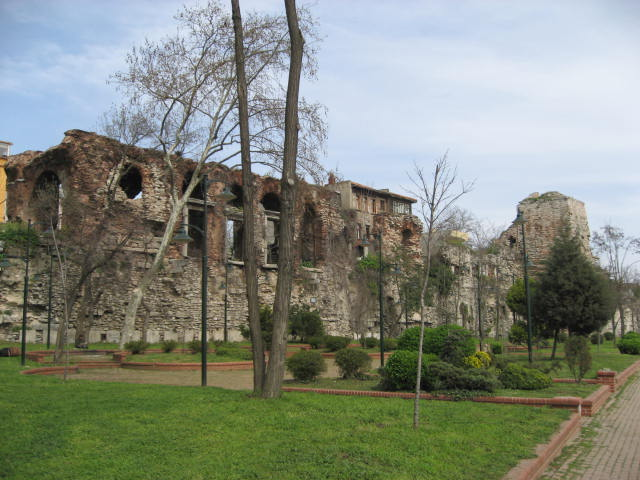
El Palacio de Bucoleón en la actualidad.

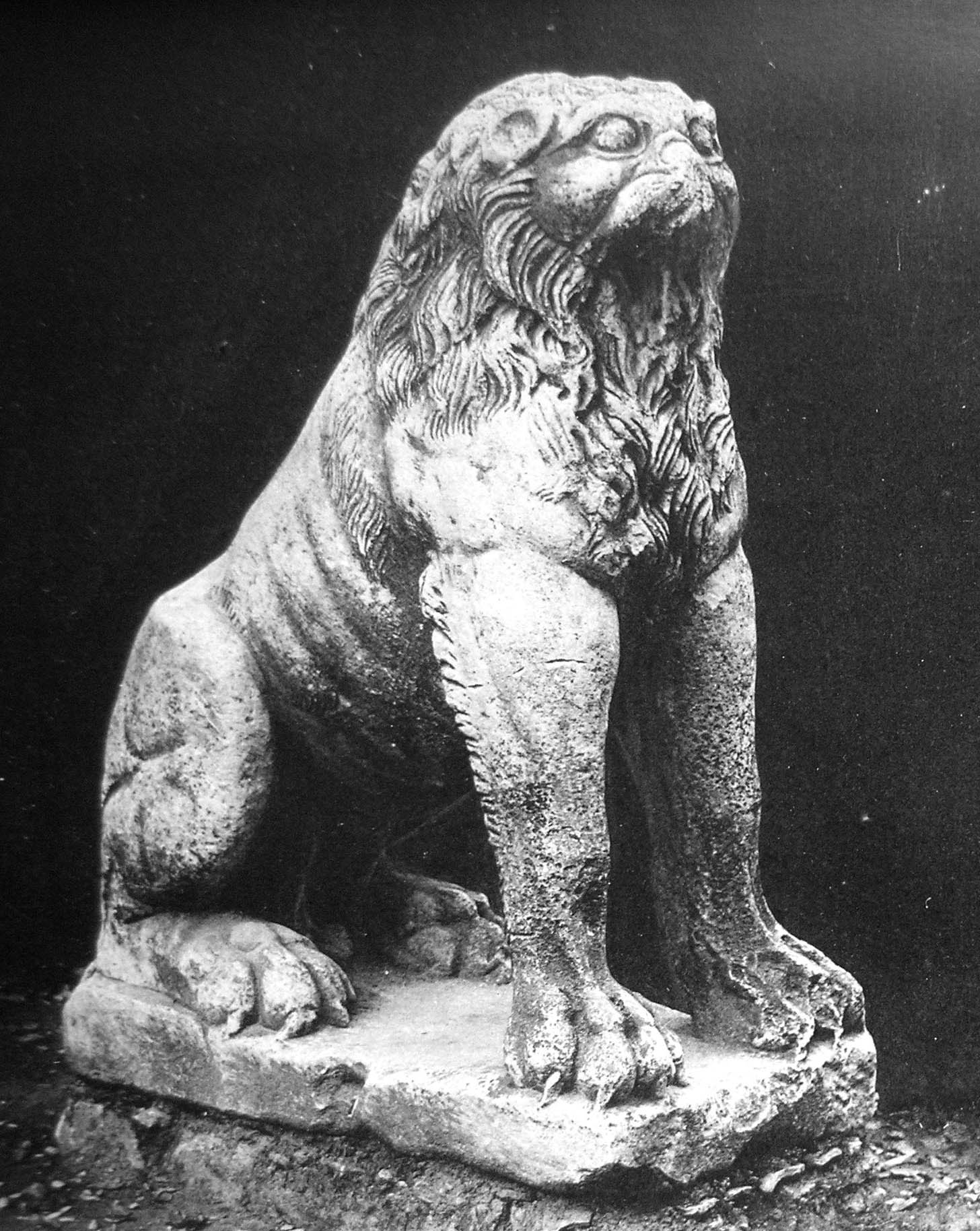
Uno de los leones de piedra a la entrada del puerto de Bucoleón, hoy en el Museo Arqueológico de Estambul.

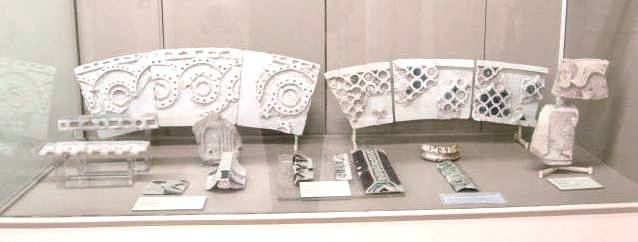
Fragmentos tallados en yeso y estuco del palacio en el Museo Arqueológico de Estambul.

El palacio de Bucoleón (en griego: Βουκολέων) fue uno de los palacios bizantinos en Constantinopla. Probablemente fue construido por el emperador Teodosio II en el siglo V.
El palacio se encuentra en la costa del mar de Mármara. Hormizd fue su primer propietario y el que le dio nombre al lugar. El nombre Bucoleón fue atribuido probablemente después del final del siglo VI bajo Justiniano I, cuando el pequeño puerto en frente del palacio, que ahora está relleno, fue construido. Según la tradición ofreció la estatua de un toro y de un león cuando estaba allí, dando su nombre al puerto (βους y λέων; en griego significa «toro» y «león» respectivamente). «Casa de Hormizd» y «Casa de Justiniano», son otros nombres referidos al palacio de Bucoleón.
El emperador Teófilo, entre sus otras obras, reconstruyó y amplió el palacio, añadiendo una gran fachada en la parte superior de los muros hacia el mar. Las ruinas sugieren que un balcón con vistas al mar estaba presente, accesible a través de tres puertas con marco de mármol, visible aún hoy en día.
En el saqueo de Constantinopla en 1204 durante la cuarta cruzada, Bucoleón fue tomada por Bonifacio de Montferrato.
Entre los premios, estaban la princesa Margarita, hija de Bela III de Hungría, quien se casó con Bonifacio. Durante el posterior Imperio latino (1204-1261), el Bucoleón continuó siendo utilizado como residencia imperial. Después de la reconquista de la ciudad por Miguel VIII Paleólogo, sin embargo, el palacio, junto con el complejo entero del Gran Palacio, fue abandonado poco a poco en favor del Palacio de Blanquerna.
Cuando Mehmed II, el sultán otomano entró en la ciudad en 1453, observó que el entonces famoso palacio seguía en pie, aunque en ruinas. Las ruinas del palacio fueron parcialmente destruidas en 1873 para dar paso a la línea de ferrocarril de Sirkeci.